# شهرستان ده‌هونگدان
شهرستان ده‌هونگدان یا ته‌هونگدان (به کره‌ای: 대홍단군) یک شهرستان در شمال کره شمالی است که در تابعیت استان ریانگ‌گانگ واقع شده‌است.
این شهرستان در ماه اوت سال ۱۹۷۸ میلادی، با ترکیب بخش‌هایی از شهرستان سامجی‌یون (استان ریانگ‌گانگ) و شهرستان یونسا (استان هامگیونگ شمالی) در تابعیت ریانگ‌گانگ تاسیس شد.
در ژوئن ۱۹۹۰ میلادی، منطقهٔ کارگری وون‌بونگ (원봉로동자구، Wŏnbong-rodongjagu) از این شهرستان جدا شده و ضمیمهٔ شهرستان بگام شد.

## تقسیمات اداری
شهرستان ده‌هونگدان به ۱ شهرک و ۹ منطقهٔ کارگری تابعه تقسیم شده است.
| - ‌ شهرک‌ها - ده‌هونگدان (대홍단읍، Taehongdan-ŭp) - مناطق کارگری - سامبونگ (삼봉로동자구، Sambong-rodongjagu) - سودو (서두로동자구، Sŏdu-rodongjagu) - شیندونگ (신덕로동자구، Sindŏng-rodongjagu) - گه‌چوک (개척로동자구، Kaech'ŏl-lodongjagu) - نونگسا (농사로동자구، Nongsa-rodongjagu) - هونگنام (홍암로동자구، Hŭngam-rodongjagu) - یوگونگ (유곡로동자구، Yugong-rodongjagu) |